# Бискупија Вав
Бискупија Вав (лат. Dioecesis Vavensis) је једна од шест бискупија римокатоличке цркве на територији Јужног Судана, под управом надбискупије у Џуби. Захвата површину од 134.572 км², а њено седиште је у граду Ваву. Има око 1.200.000 верника и седамнаест верских објеката на својој територији. Поглавар је бискуп Рудолф Денг Маџак.

## Историја
Тридесетог маја 1913. године усановљена је апостолска префекутра Бахр ел Газал под управом апостолског викаријата Средишње Африке. У јуну 1917. уздигнута је на статус апостолског викаријата Бахр ел Газал, а 1961. године мења име у апостолски викаријат Вав. Данашњи статус стекла је 12. децембра 1974. године

## Досадашњи поглавари
- Антонијо Стопани (1913–1917. и 1917–1933)
- Родолфо Орлер (1933–1946)
- Едуардо Масон (1947–1960)
- Иренијус Вин Дуд (1960–1961. и 1961–1974)
- Габријел Зубејир Вако (1974–1979)
- Џозеф Билал Њекинди (1980–1995)
- Рудолф Денг Маџак (1995–)